# François Chédeville
Pour l’article homonyme, voir Chédeville.
François Chédeville (Paris, 1740 – Munich, 1820) est un artiste et artisan français, spécialisé dans la tapisserie.

## Biographie
A vingt-neuf ans, François Chédeville est appelé à Munich pour diriger, avec J. Sentigny, la manufacture de tapisserie.
Comme première œuvre, démontrant ses capacités, il exécute une Madone avec Jésus et Sainte Anne inspirée d'un tableau de Jacopo Amigoni et conservé au Musée national bavarois.
Parmi ses œuvres les plus importantes, on peut citer l'Automne et le Printemps , créés de 1766 à 1774 d'après les dessins de Christian Wink et Joseph-George, le Scipion l'Africain perdu , considéré en son temps comme sa meilleure œuvre ( 1799 ) et le portrait de la Grande-Duchesse de Bavière.
En septembre 1799, la manufacture ferme ses portes, mais Chédeville poursuit son activité qui se répercute sur les arts décoratifs du début du XIXème siècle à Munich.

## Œuvres
- Madone avec Jésus et Sainte Anne , Musée national bavarois ;
- Automne , 1766 à 1774 ;
- Printemps , 1766 à 1774 ;
- Scipion l'Africain , 1799 ;
- Portrait de la Grande-Duchesse de Bavière.